# Ulice strachu: Krwawa Mary
Ulice strachu: Krwawa Mary (oryg. Urban Legends: Bloody Mary) – amerykański horror z 2005 roku. Trzecia, wydana na rynku wideofonicznym, część popularnego filmu grozy, cheapquel poprzedniego filmu z serii.

## Zarys fabularny
Trzy przyjaciółki postanawiają przywołać ducha Krwawej Mary – dziewczyny, zamordowanej przed laty podczas balu maturalnego. Następnego dnia dziewczyny zostają porwane przez grupkę licealistów z ich szkoły. Rozpoczyna się seria morderstw, popełnianych na licealistach, których rodzice przed laty mieli powiązania ze sprawą morderstwa Mary.

## Obsada
- Kate Mara jako Samantha Owens
- Robert Vito jako David Owens
- Tina Lifford jako Grace Taylor
- Ed Marinaro jako Bill Owens
- Michael Coe jako Buck Jacoby
- Don Shanks jako Coach Jacoby
- Lillith Fields jako Krwawa Mary/młoda Mary Banner
- Olesya Rulin jako Mindy
- Haley Evans jako Martha
- Nate Heard jako Tom Higgins
- Brandon Sacks jako Roger Dalton
- Haley McCormick jako Gina
- Nancy Everhard jako Pam Owens
- Audra Lea Keener jako Heather Thompson
- Jeff Olson jako szeryf McKenna
- Rooney Mara jako dziewczyna w klasie

## Miejskie legendy użyte w filmie
- Porywanie nastolatek, które wypiły drinki z narkotykiem, które dosypywali ich partnerzy na balu/imprezie.
- Mężczyzna, który zjadł Pop Rocks (przyp. tłum. Dmuchane Kamyczki) i wypił napój gazowy, po czym jego brzuch eksplodował[1].
- Mężczyzna, któremu utknęła ręką w automacie z napojami. Po chwili automat przewrócił się na niego.
- Jeśli osoba pójdzie do łazienki i zgasi światło oraz powie „Bloody Mary” trzy razy do lustra, to się pojawi. Jeśli osoba nie zapali światła, zostanie wciągnięta do lustra. Niekiedy nawiedza tę osobę na zawsze[2]. W filmie Krwawa Mary została przywołana bez powiedzenia jej przydomka do lustra i zgaszonym świetle.
- Bliźniacy mają szósty zmysł. Jeden z nich wie, co czuje ich brat bliźniak lub siostra bliźniaczka.
- Wspomnienie o Candymanie[3].
- Spalenie się na śmierć w solarium[4].
- Opuchlizna na policzku dziewczyny pęka i wychodzą z niej nowo-narodzone małe pająki[5].
- Duchy i zjawy stojące na jezdni.
- Mężczyzna został porażony prądem, kiedy oddawał mocz na płot elektryczny[6].
- Mężczyzna, który znalazł odcięty palec w butelce z alkoholem[7][8][9].
- Dziewczyna (w filmie chłopak), która rano zauważa w łazience swojego zabitego psa oraz napis na lustrze (w filmie na drzwiach) „Ludzie też potrafią lizać” (Humans can lick too)[10].
- Mordercy, gwałciciele, zjawy i demony schowani pod łóżkami ofiar[11].
- Osoba, której wycięli nerkę, żeby ją sprzedać na czarnym rynku.[12]